# Šimon Peres
Šimon Peres (hebrejsky  שמעון פרס‎, rodným jménem Szymon Perski; 2. srpna 1923 Višněva – 28. září 2016 Tel Aviv) byl izraelský politik, v letech 1984–1986 a 1995–1996 předseda vlády Izraele a mezi roky 2007–2014 prezident Izraele. Za svou sedmdesátiletou politickou kariéru byl členem dvanácti vlád a vystřídal pět politických stran: Mapaj, Rafi, Ma'arach, Stranu práce a Kadimu (ve stranách Ma'arach a Strana práce působil jako předseda). Do Knesetu byl zvolen v listopadu 1959 a s výjimkou tříměsíčního interregna na počátku roku 2006 působil jako člen Knesetu nepřetržitě až do svého zvolení prezidentem v roce 2007. V Knesetu působil 48 let a je tak nejdéle sloužícím poslancem v historii Knesetu. V době svého odchodu z politiky v roce 2014 byl nejstarší hlavou státu na světě a byl považován za posledního žijícího člověka z řad otců zakladatelů Izraele.
Již od mládí byl proslulý svými řečnickými schopnostmi a jako svého chráněnce si jej vybral David Ben Gurion. Svou politickou kariéru zahájil koncem 40. let 20. století a během arabsko-izraelské války v roce 1948 a bezprostředně po ní zastával několik diplomatických a vojenských funkcí. V roce 1956 se účastnil jednání o Sèvreském protokolu. V roce 1963 vedl jednání s americkým prezidentem Johnem F. Kennedym, jehož výsledkem byl prodej protiletadlových raket Hawk Izraeli. Jednalo se o první prodej amerického vojenského vybavení Izraeli.
Jako ministr zahraničí ve vládě Jicchaka Rabina inicioval v roce 1994 uzavření izraelsko-jordánské mírové smlouvy a téhož roku získal společně s Rabinem a Jásirem Arafatem Nobelovu cenu za mír. Zemřel 28. září 2016 v Tel Avivu po prodělání mozkové mrtvice.

## Mládí

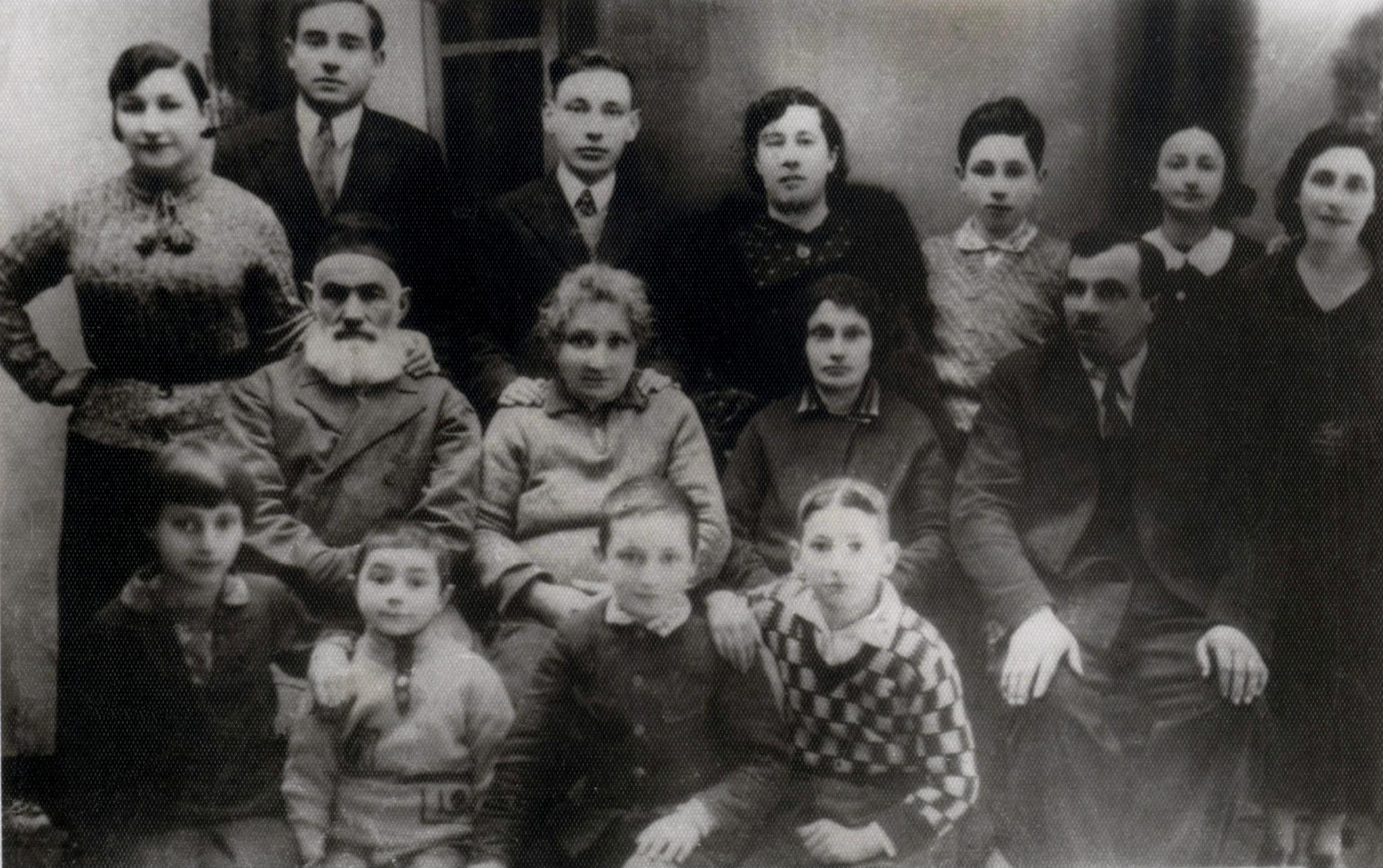
Rodinná fotografie, Peres je v horní řadě třetí zprava, asi 1930

Narodil se jako Szymon Perski ve Višněvě na území dnešního Běloruska manželům Jicchakovi Perskému a Sáře, rozené Melcerové. Měl o dva roky mladšího bratra Geršona (1925–2011). Jejich otec byl obchodníkem se dřevem a později i s jinými komoditami, zatímco matka pracovala jako knihovnice. Vyrůstal ve zcela židovském prostředí a vyučovacím jazykem na jeho škole byla hebrejština.
Velký vliv na něj měl děda, rabín Cvi Melcer, vnuk významného ortodoxního rabína, talmudisty a etika Chajima z Voložina. Učil jej Talmudu a probouzel v něm zájem o judaismus. Jak sám Peres o mnoho let později vzpomínal, jeho rodiče nebyli zbožní ortodoxní židé, zatímco on sám byl ultraortodoxní. „Jednou jsem zjistil, že rodiče poslouchají o šabatu rádio a rozbil jsem jej.“ Zájem o náboženství však postupně opadal v souvislosti s jeho stále intenzivnější angažovaností v sionistických aktivitách. Ještě v rodné Višněvě vstoupil do levicové sionistické mládežnické organizace ha-Šomer ha-ca'ir.

### V britské mandátní Palestině
V roce 1932 (podle některých zdrojů 1931) otec Jicchak odešel do britské mandátní Palestiny, kde se usadil v Tel Avivu. Svoji rodinu však kvůli britským restrikcím židovského přistěhovalectví a finančním problémům zanechal v Evropě a k jejímu příjezdu došlo až o dva roky později, když bylo Szymonu Perskému deset let. S matkou a bratrem Geršonem tehdy vyrazili z Višněvy nejprve vlakem do Istanbulu a následně polským parníkem do Jaffy v mandátní Palestině, odkud je již otec doprovodil do Tel Avivu, kde bydleli v ulici rechov ha-Avoda v domě číslo 8. Všichni Peresovi příbuzní, kteří zůstali ve Višněvě (včetně rabína Melcera) zahynuli během holokaustu.

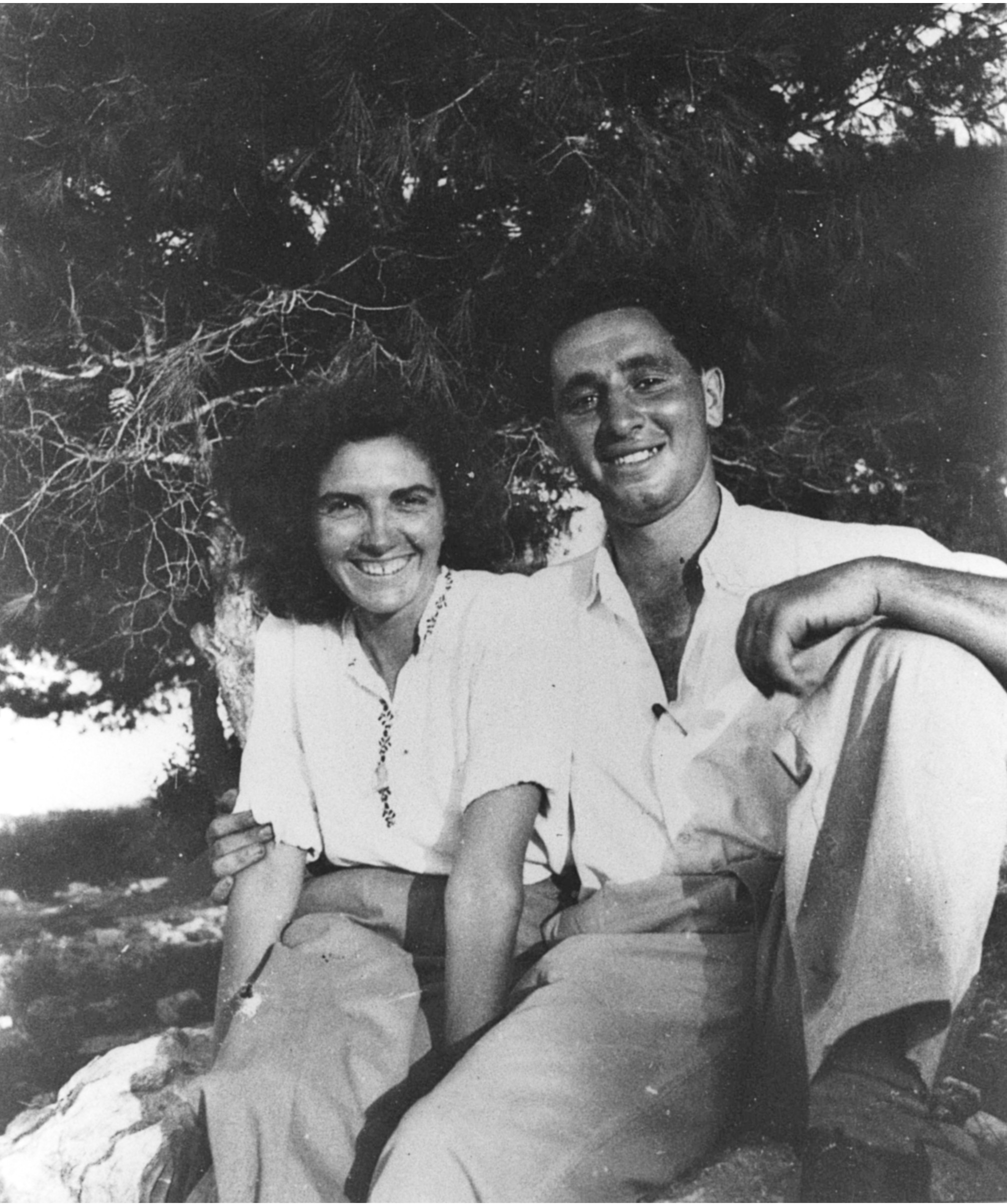
Šimon Peres se Sonjou Gelmanovou na letním táboře v Zichron Ja'akov, srpen 1939

V Tel Avivu studoval na Balfourově základní a střední škole a na gymnáziu Ge'ula (obchodní škole). V roce 1938 přestoupil v patnácti letech na zemědělskou školu v mládežnické vesnici Ben Šemen a několik let žil v kibucu Geva. V Ben Šemenu vstoupil do židovské vojenské organizace Hagana, podstoupil výcvik se zbraněmi a stal se velitelem jednoho ze strážních postavení. Díky tomu se seznámil se Sonjou Gelmanovou (1923–2011), s níž se později oženil. Na tyto okamžiky později vzpomínal následovně:
| „ | Moje strážní postavení bylo právě vedle domu Gelmana, učitele tesařství, z něhož vycházela bosá dívka s dlouhými hnědými copy a tváří řecké krásky. Byl jsem jí okamžitě unesen. Jmenovala se Sonja a měla se nakonec stát mojí manželkou. Pokoušel jsem se na ni zapůsobit tím, že jsem jí někdy předčítal za svitu měsíce vybrané pasáže z Marxova Kapitálu. | “ |

Spolu se Sonjou Gelmanovou a dalšími absolventy zemědělské školy v roce 1941 založili kibuc Alumot u Galilejského jezera. V témže roce byl zvolen tajemníkem levicově orientovaného sionistického mládežnického hnutí ha-No'ar ha-oved ve-ha-lomed. V roce 1944 vedl skupinu, která se podle plánu Davida Ben Guriona vydala na cestu přes Negevskou poušť k nejjižnějšímu bodu v mandátní Palestině, pohraniční stanici Um Rašraš u Rudého moře (od roku 1951 Ejlat). Jelikož však tato poušť byla uzavřenou vojenskou zónou, byla celá skupina zatčena a odvezena do Beerševy, kde byli její členové odsouzeni ke dvěma týdnům odnětí svobody a Perski musel navíc uhradit finanční pokutu. I přes jejich zatčení byl přínos výpravy nedocenitelný, neboť její účastníci vypracovali mapy oblasti, které o čtyři roky nově vzniklému Izraeli pomohly během války za nezávislosti při dobytí této oblasti.
V roce 1944 se vrátil do kibucu Alumot, kde pracoval jako tajemník, farmář a pastevec. V květnu 1945 se oženil se Sonjou Gelmanovou, s níž měl tři děti: dceru Cviju, lingvistku a profesorku působící na Bejt Berl, a syny Joniho (* 1952), ředitele veterinárního střediska, veterinární nemocnice a kampusu zemědělské školy Kfar ha-Jarok, a Nehemjáše, předsedu jednoho z největších izraelských kapitálových fondů Pitango Venture Capital.
V prosinci 1946 se zúčastnil 22. sionistického kongresu v Basileji, kde došlo ke střetu Ben Guriona s tehdejším prezidentem Světové sionistické organizace Chajimem Weizmannem. Weizmann na kongresu vyzýval k umírněnosti a zastavení všech „protibritských aktů teroru a násilí,“ naproti tomu Ben Gurion umírněnost odmítal.
V květnu 1947 vyslal Perese jeho domovský kibuc Alumot, „aby se zapojil do činnosti vrchního velitelství Hagany“, kde mu Ben Gurion dal na starosti mobilizaci nových lidí a nákup zbraní v zahraničí.

## Vznik Izraele
Po vzniku Izraele byl Peres v roce 1952 jmenován náměstkem generálního ředitele ministerstva obrany a roku 1953, se ve věku 29 let stal vůbec nejmladším člověkem, který byl jmenován na post generálního ředitele ministerstva obrany. Měl na starosti nákup zbraní a navazování strategických spojenectví, která byla pro nově vzniklý stát velmi důležitá. Díky Peresovu zprostředkování získal Izrael vyspělé francouzské bojové stíhací letouny Dassault Mirage III, postavil jaderný reaktor v Dimoně a v roce 1956 společně s Francií a Spojeným královstvím dojednal tajnou trojstrannou dohodu, na jejímž základě byla téhož roku zahájena Sinajská válka.

## Vstup do politiky a ministerské angažmá
V parlamentních volbách poprvé kandidoval v listopadu 1959 za stranu Mapaj, v té době nejsilnější politickou stranu v zemi. Byl zvolen poslancem a svůj mandát zastával po čtrnáct funkčních období za různé levicové či středové strany následujících následujících téměř 48 let. Po volbách v roce 1959 byl jmenován náměstkem ministra obrany a tuto funkci zastával až do roku 1965. Během té doby se dostal do sporu se zástupcem náčelníka Generálního štábu Jicchakem Rabinem, který se snažil prosadit svůj názor, že by Izrael měl snížit svou závislost na francouzských zbraních a spíše se orientovat na zbraně americké. V tom se však s Peresem neshodoval a právě tato rozdílnost názorů je považována za počátek jejich vzájemných sporů a rivality. V roce 1965 Peres společně s Moše Dajanem a Davidem Ben Gurionem opustili Mapaj a založili novou stranu Rafi. V nové straně zastával Peres funkci generálního tajemníka a nakonec v roce 1968 sehrál klíčovou roli ve spojení Rafi s Mapajem v levicovou alianci Ma'arach.

### Politické milníky v 70. letech
V roce 1969 byl Peres jmenován ministrem absorpce imigrantů a v roce 1970 ministrem dopravy a komunikací. V dubnu 1974 rezignovala v důsledku nespokojenosti veřejnosti po jomkipurské válce premiérka Golda Meirová. Peres se tehdy utkal s Jicchakem Rabinem o funkci předsedy strany. Ve stranických primárkách zvítězil Rabin, dravé soupeření a rivalita mezi ním a Peresem jej však provázela po dvě následující desetiletí. V Rabinově vládě pak byl Peres jmenován ministrem obrany. V době, kdy stál Peres v čele ministerstva obrany, provedla zvláštní jednotka izraelské armády Sajeret Matkal záchrannou operaci, s kódovým názvem operace Entebbe. Jednalo se o záchranu zhruba stovky cestujících letu společnosti Air France, unesených palestinskými teroristy z Lidové fronty pro osvobození Palestiny a německými Revolučními buňkami do Ugandy. Celá operace se odehrála v průběhu 57 minut a všichni rukojmí při ní byli zachráněni. Zahynul však při ní velitel operace Jonatan Netanjahu, bratr pozdějšího premiéra Benjamina Netanjahua. Operace Entebbe měla velký národní i mezinárodní dosah: v národním měřítku byla kompenzací izraelského traumatu z jomkipurské války a probíhající ekonomické krize, v mezinárodním měřítku pak dala příklad všem zemím, jejichž občané se stali rukojmími únosců letadel a které doposud jednaly opatrně.
Po pádu Rabinovy vlády v prosinci roce 1976 jej Peres opět vyzval k obhájení předsednické funkce. V únoru 1977 se tak konaly stranické primárky, ve kterých Rabin těsným rozdílem 41 hlasů (1445 hlasů pro Rabina, 1404 pro Perese při 16 absencích) křeslo šéfa strany obhájil.
Nakonec však ještě téhož roku před předčasnými parlamentními volbami Rabina na postu předsedy strany vystřídal, když Rabin rezignoval kvůli dolarovému skandálu své manželky Ley. Jelikož Rabin nemohl dle zákona rezignovat z čela prozatímní vlády, i nadále zůstal oficiálně premiérem, zatímco Peres se stal neoficiálním úřadujícím premiérem. Peres nakonec vedl volební stranu k porážce v historických parlamentních volbách, které znamenaly zlom v izraelských politických dějinách; levice v podobě Ma'arachu utrpěla těžkou porážku a poprvé od vzniku státu tak v čele vlády stanula pravice v podobě Likudu Menachema Begina. V srpnu 1979 vydal Rabin své paměti, v nichž se nebývale ostře opřel do svého dlouholetého politického protivníka Perese. Označil jej za „nenapravitelného intrikána“, který nebyl schopen se povznést nad to, aby proti němu jednal. Dále napsal: „Nejenže se pokoušel podrazit mě, ale i celou vládu, a důvěřoval starému bolševickému pravidlu ‚čím hůř, tím lépe pro Perese.‘ Šířil lži a nepravdy a škodil Straně práce, čímž se korunoval na vůdce opozice.“ V roce 1978 byl Peres zvolen prezidentem Socialistické internacionály.
Po Rabinově pokusu o návrat v roce 1980 vedl Peres stranu do dalších voleb v roce 1981. Ve volbách, které již byly těsnější, však zaznamenal opět prohru.

## Poprvé premiérem a volební pat

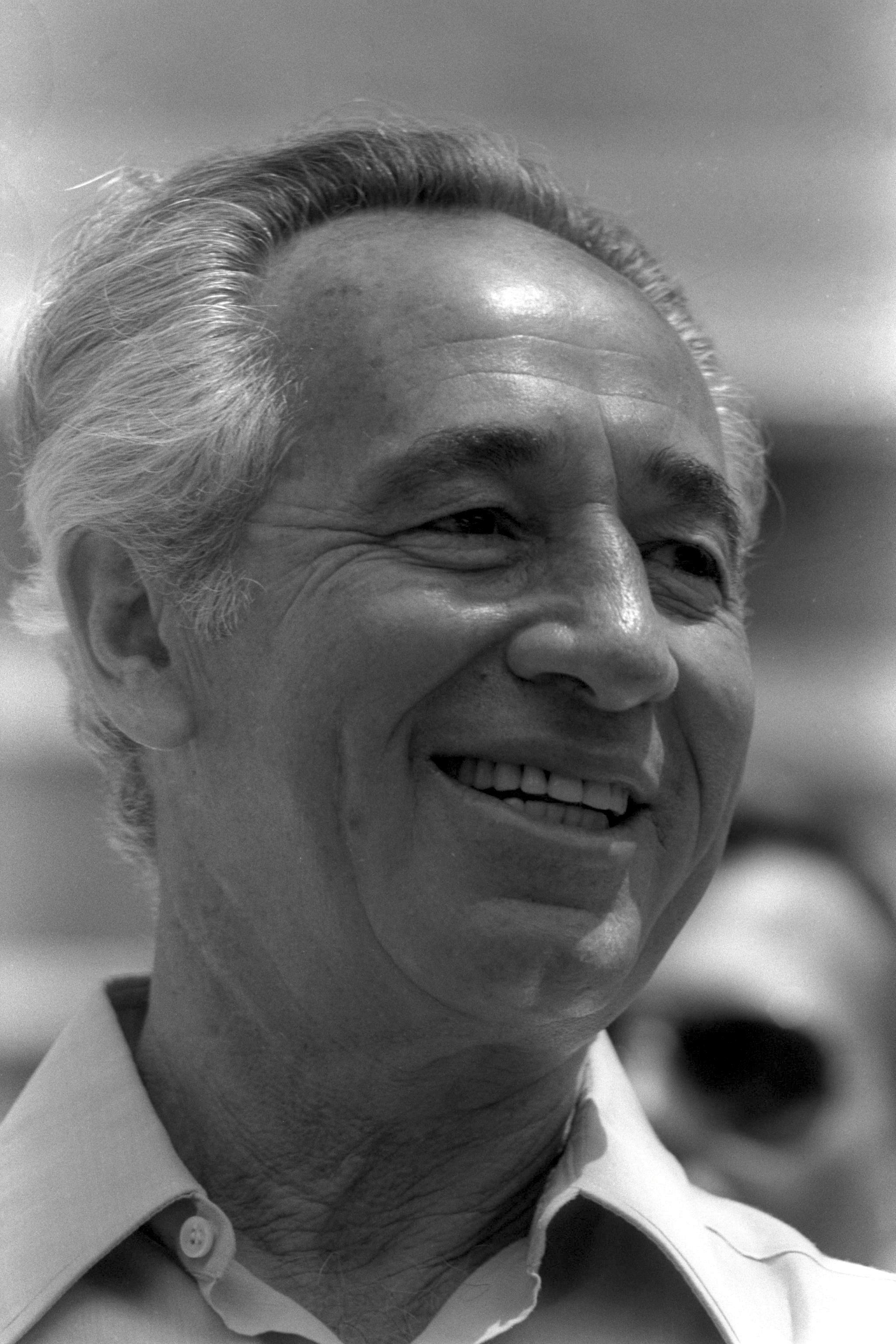
Peres v roce 1984

Ve volbách v roce 1984 zvítězil s těsným rozdílem Peresův Ma'arach (44 vs. 41 mandátů), výsledek však znamenal volební pat. Ani jeden z nejsilnějších subjektů totiž nebyl s to sestavit vládu. Následně byla, po 39 dnech jednání, kompromisů a ústupků, vytvořena vláda národní jednoty mezi oběma stranami. Součástí koaliční dohody byl netradiční rotační systém na postu premiéra, v jehož rámci měli postupně oba na dobu 2 let zastávat post premiéra, zatímco ten druhý funkci ministra zahraničních věcí a úřadujícího premiéra. Nejprve se stal předsedou vlády Peres a Šamir až do října 1986 zastával zbylé dvě funkce. Vláda měla celkem 25 ministrů a 97 poslanců ve 120členném Knesetu. Za účelem snazšího rozhodování byl vytvořen užší kabinet, v němž měl Likud i Ma'arach po pěti členech a obě strany tak měly právo veta.
Nová vláda měla složitou pozici, neboť levice a pravice vždy zastávala v Izraeli odlišné postoje, přesto však byla témata, kde mezi oběma subjekty došlo ke shodě. Jednalo se oblasti, kde panoval široký konsenzus; tedy ukončit izraelskou přítomnost v Libanonu, bojovat s ekonomickou krizí, pokusit se o mírovou dohodu s Jordánskem a konsolidovat mírovou smlouvu s Egyptem. V rámci koaliční dohody byla rovněž omezena výstavba izraelských osad (v prvním roce vlády se mělo jednat o stavbu 5 až 6 osad). Peres po nástupu do funkce pověřil ministra obrany Jicchaka Rabina vypracováním plánu na stažení izraelských vojsk z Libanonu.
V listopadu 1984 byla zahájena tajná operace přestěhování etiopských židů (známých jako společenství Beta Jisra'el‎) ze Súdánu poté, co v Etiopii v roce 1984 vypukl hladomor. Během této operace s kódovým názvem Mojžíš pak bylo od listopadu 1984 do ledna 1985 letecky do Izraele přepraveno na 8000 etiopských Židů.
V lednu 1985 vláda schválila trojstupňový plán stažení izraelských vojsk z Libanonu a v létě téhož roku pak v jednotlivých etapách došlo ke stažení izraelských vojáků do nárazníkové zóny v příhraniční oblasti jižního Libanonu, kde byla ponechána jen část izraelských sil spolupracujících s Jiholibanonskou armádou. Vláda rovněž bojovala s ekonomickou krizí, zadluženou izraelskou ekonomikou a pádivou inflací, která na jaře 1985 přesahovala 400 %. Na špatném stavu ekonomiky se podepsala jak předcházející vláda Likudu, tak vysoké ceny ropy, zemědělská deprese, nízká poptávka po izraelských zemědělských produktech, ale rovněž tak velký armádní rozpočet a budování nových osad. Peres ve spolupráci s ministrem financí Jicchakem Moda'iem zavedl v červenci 1985 úsporný ekonomický balíček, jehož součástí bylo 25% devalvace šekelu a tříleté zmrazení platů, cen a úrokové míry. Dne 1. ledna 1986 pak byla zavedena nová měna; izraelský šekel nahradil nový izraelský šekel, přičemž poměr nové ke staré měně byl 1:1000. Rok po zavedení opatření se podařilo inflaci snížit na 20 %.
Za zmínku stojí také jeho setkání s marockým králem Hasanem II., kterého se Peres pokoušel získat jako prostředníka pro mírová jednání na Blízkém východě.

## Střídání s Šamirem a ministrem zahraničních věcí

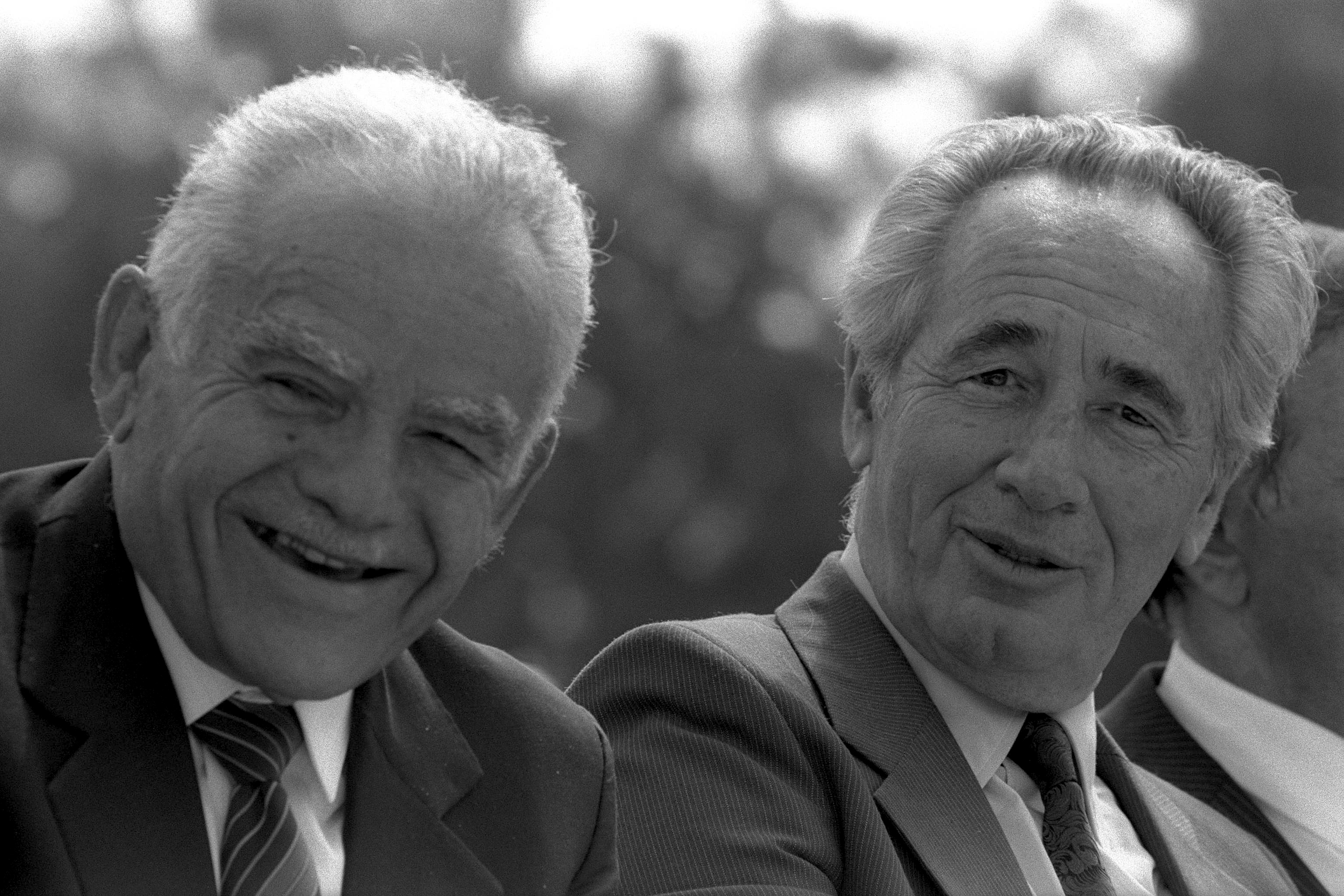
Šamir (vlevo) a Peres v roce 1988

Dne 21. října 1986 si Peres se Šamirem vyměnili funkce a Peres se stal ministrem zahraničních věcí. Během Šamirovy vlády došlo k naprostému zmražení mírových aktivit, jelikož nebyl ochotný jakýmkoliv územním ústupkům ve prospěch Arabů. Premiér rovněž tak zablokoval Peresovy snahy o konání mezinárodní mírové konference, kterou Peres v roce 1987 dohodl s jordánským králem Husajnem v takzvané Londýnské dohodě. Proti Peresem dojednané dohodě se Šamir postavil ze dvou důvodu; jednak se mu nelíbilo, že ministr zahraničních věcí jednal za jeho zády (dokonce odmítl Šamirovi odevzdat kopii dojednané dohody) a jednak zásadně odmítal koncept mezinárodní konference, které by se účastnily světové mocnosti.
Ve volbách v roce 1988 utrpěl Ma'arach další těsnou prohru. Peres souhlasil s obnovením koalice s Likudem, tentokrát s Šamirem coby premiérem na celé funkční období vlády. Ve vládě národní jednoty (1988–1990) byl Peres vicepremiérem a ministrem financí.

### Špinavý trik
Šamirova neústupnost v mírovém procesu a vnitrovládní problém vedly Perese v roce 1990 ke svržení vlády a postupu, který jeho stranický kolega a dlouholetý rival Jicchak Rabin označil jako „odporně páchnoucí manévr“ (celá aféra získala název špinavý trik). Šamir totiž stále odmítal návrhy na konání mezinárodní konference. Peres proto uzavřel, prostřednictvím svého chráněnce Chajima Ramona, tajnou dohodu s Arje Derim a jeho stranou Šas o politické alianci. Následně dal Šamirovi ultimátum, podle něhož labouristé opustí vládu, pakliže Šamir nebude souhlasit s návrhem amerického ministra zahraničí Jamese Bakera na konání mírové konference. V reakci na ultimátum propustil Šamir Perese z vlády a 15. března téhož roku podali všichni labourističtí ministři demisi. Téhož dne se konalo hlasování o nedůvěře vládě a díky pěti poslancům strany Šas, kteří se hlasování zdrželi, Šamirova vláda padla. Stala se tak první izraelskou vládou, které byla vyslovena nedůvěra (poměrem 60 ku 55). Peres byl následně prezidentem Herzogem pověřen sestavením vlády a začal jednat s malými a náboženskými stranami. Strana Šas a Degel ha-Tora však Peresovi po několika dnech podporu stáhly a on tak disponoval pouze 60 hlasy, což na vyslovení důvěry vládě nestačilo. Rozhodujícího poslance nakonec Peres získal, když Avraham Šarir opustil Likud. Peres tak mohl oznámit, že disponuje těsnou většinou a sestavil vládu, se kterou předstoupí před parlament. Hlasování o důvěře vlády bylo naplánováno na 11. dubna, kdy měl Peres představit vládní program a jednotlivé ministry. Na poslední chvíli však dva poslanci za stranu Agudat Jisra'el nedorazili po nařízení svého duchovního vůdce rabiho Menachema Mendela Schneersona, aby nepodporovali jakékoliv územní ústupky. Peres poté požádal prezidenta o prodloužení lhůty na sestavení vlády, ale nakonec se pověření vzdal. To naopak získal Šamir, jemuž se podařilo sestavit čistě pravicovou vládu s náboženskými stranami s těsnou většinou v Knesetu, která získala důvěru 11. června.

## Opět ministrem zahraničních věcí
V roce 1992 se strany tvořící Ma'arach sloučily do Strany práce a v dubnu téhož roku se ve straně konaly primárky, v nichž Rabin porazil dosavadního předsedu Perese.
V politice však zůstal aktivní i nadále a od roku 1992 zastával v nové Rabinově vládě funkci ministra zahraničí. Z této pozice zahájil bez Rabinova souhlasu protiprávní jednání s Arafatovou Organizací pro osvobození Palestiny. Když se to Rabin dozvěděl, nechal ho v jednáních pokračovat. Tato jednání nakonec vedla k mírovým dohodám z Osla, za které Peres, Rabin a Arafat získali Nobelovu cenu míru.

## Podruhé premiérem
Po Rabinově zavraždění v roce 1995 se Peres znovu stal premiérem. Během svého funkčního období prosadil provoz internetu v zemi a nechal vytvořit první internetové stránky izraelského premiéra. V roce 1996 byl v prvních přímých volbách premiéra těsně poražen Benjaminem Netanjahu z Likudu.
Ve stranických volbách Strany práce se v roce 1997 neucházel o znovuzvolení a na postu předsedy strany jej tak vystřídal Ehud Barak. V roce 1999 byl v Barakově vládě jmenován ministrem pro regionální rozvoj a následně v ní zastával několik menších postů.

### Politické milníky po roce 2000

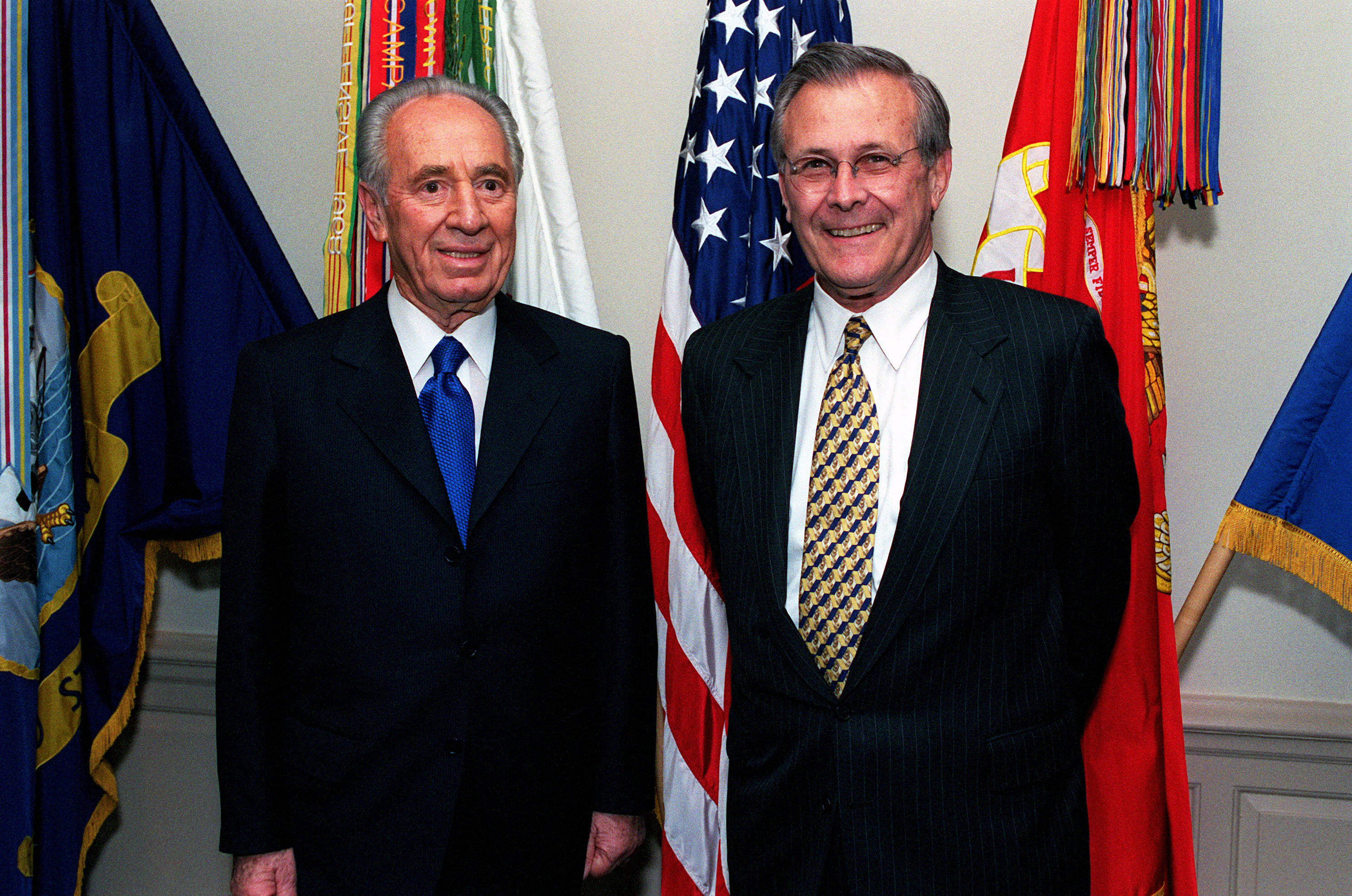
Šimon Peres a bývalý americký ministr obrany Donald Rumsfeld

V roce 2000 Peres kandidoval v prezidentských volbách. Funkce izraelského prezidenta je převážně ceremoniální role, mezi jejíž úkoly patří například pověřit po volbách politika, jenž sestaví vládu a stane se premiérem. Kdyby vyhrál, jak se všeobecně očekávalo, stal by se prvním bývalým premiérem, který byl zvolen prezidentem. Ve volbách však prohrál a prezidentem se stal Moše Kacav.

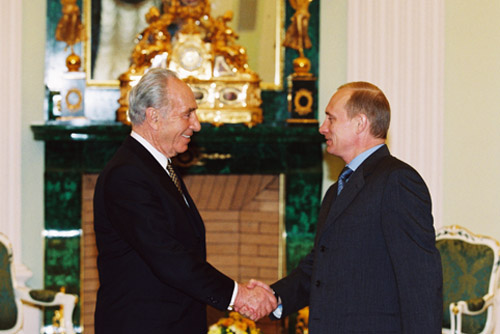
Šimon Peres a ruský prezident Vladimir Putin v moskevském Kremlu, květen 2001

V roce 2001 se konala předčasná přímá volba premiéra, kterou svou rezignací vyvolal Ehud Barak, jenž si chtěl posílit své postavení (poprvé se paralelně nekonaly parlamentní volby). V souboji s předsedou Likudu Arielem Šaronem však prohrál a následně rezignoval. Předsedou se stal Benjamin Ben Eliezer, který Stranu práce přivedl do vlády národní jednoty pod Šaronovým vedením. Sám byl jmenován ministrem obrany, zatímco Peres se stal opět ministrem zahraničních věcí. Peres byl s Ben Eliezerem kritizován levicí za to, že je navzdory svým holubičím postojům členem vlády, která očividně nehodlá pokročit v mírovém procesu. Svůj post opustil, když Strana práce před volbami v roce 2003 opustila koalici. Do voleb šla strana pod vedením Amrama Micny a utrpěla těžkou porážku. Peres byl následně zvolen staronovým předsedou. Když Ariel Šaron ke konci roku 2004 představil svůj plán na jednostranné stažení se z Gazy a tím tak představil program, který by Strana práce mohla podpořit, Peres znovu vytvořil s Likudem koalici.
Rok před parlamentními volbami v roce 2006 vyhrál Peres primárky ve Straně práce. Jako předseda strany se snažil volby co nejvíc oddálit. Tvrdil, že brzké volby by mohly ohrozit jak plán na stažení se z Gazy, který měl být proveden v září 2005, tak setrvání strany v Šaronově vládě národní jednoty. Většina členů však byla pro dřívější konání voleb, zejména pak mladí členové strany, mezi nimiž byli Ofir Pines-Paz a Jicchak Herzog, kteří předběhli vedoucí představitele strany Binjamina Ben-Eliezera a Chajima Ramona ve stranickém hlasování o rozdělení vládních pozic. Dopadlo to tak, že volby měly být v červnu. Ty však byly zpožděny vyšetřováním skandálu s možným podvodem ohledně registrování nových členů. To posunulo volby až na 9. listopad 2005.
Bez ohledu na to Peres stále vedl v průzkumech veřejného mínění a vyvracel tak předpovědi, že jej jeho rivalové porazí. Drsnější výměny názorů s jeho oponenty začaly, když bývalý premiér Barak začal naléhat, aby se volby konaly již začátkem roku. Amir Perec a Chajim Ramon, dva antibarakovští členové Knesetu, tehdy slíbili podporu Peresovi, aby porazil Baraka. V bizarním zvratu událostí nakonec Perec oznámil svou vlastní kandidaturu, což Peres vnímal jako zradu.
Spor mezi Peresem a Perecem brzy zastínil rivalitu mezi Peresem a Barakem, zvláště po tom co Barak počátkem října svou kandidaturu stáhl. Jedním z Perecových hlavních trumfů proti Peresovi bylo, že jako člen Šaronovy vlády se dostatečně nevěnoval socioekonomickým záležitostem a nedostál svých tvrzení, že Strana práce jde do koalice s Šaronem pouze z důvodu stažení se z Gazy. V těsném souboji nakonec Peres prohrál, když získal 40 % hlasů oproti Perecovým 42,2 %.

#### Vstup do Kadimy

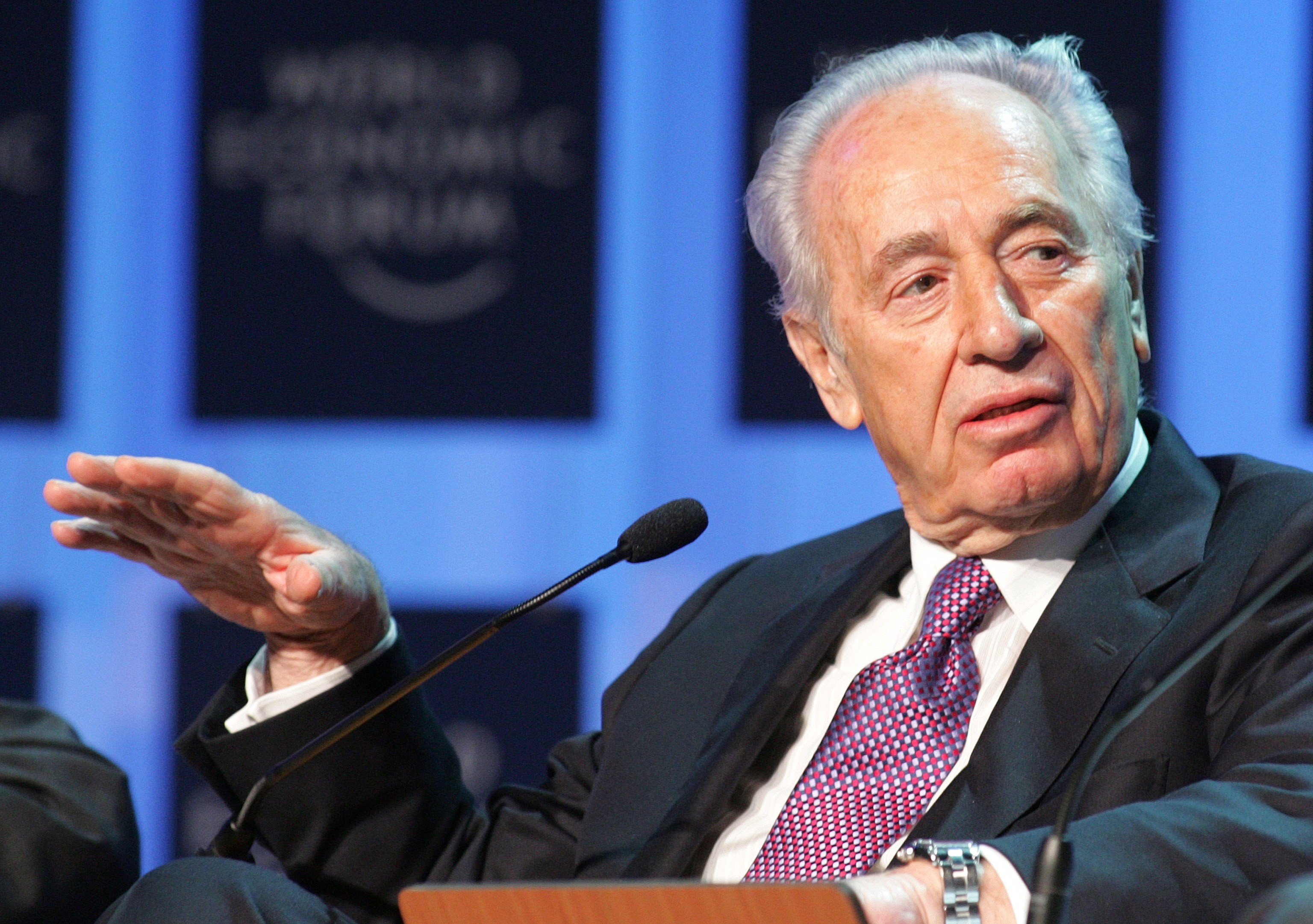
Peres na Světovém ekonomickém fóru v Davosu (2007)

30. listopadu 2005 Peres oznámil odchod ze Strany práce a vstoupil do Šaronem nově založené strany Kadima. Bezprostředně po Šaronově mrtvici se objevily spekulace, že by se Peres mohl stát předsedou strany, nicméně většina někdejších členů Likudu se nakonec vyslovila pro Ehuda Olmerta.
Strana práce se následně údajně pokoušela Perese nalákat zpět. Peres však oznámil že Olmerta podporuje, a že se rozhodl setrvat v Kadimě. Média spekulovala, že Olmert nabídne Peresovi druhé místo na kandidátce a významnou vládní pozici, ale namísto toho mu byl nabídnut méně významný post a ministryní zahraničí se stala Cipi Livniová. Peres již předem oznámil svůj záměr neúčastnit se březnových parlamentních voleb. Poté, co Kadima volby vyhrála, byl Peres jmenován ministrem pro rozvoj Negevu, Galileje a regionální ekonomiky.

## Prezidentství
V roce 2007 se Peres zúčastnil prezidentských voleb, které se konaly po rezignaci prezidenta Moše Kacava. Celkem se voleb zúčastnili tři kandidáti: Peres za stranu Kadima, Re'uven Rivlin za Likud a Colette Avital za Stranu práce. V prvním kole nezískal žádný z kandidátů potřebnou většinu hlasů ve 120členném parlamentu (Peres 58, Rivlin 38 a Avital 21). V druhém kole jej však podpořila i část jeho oponentů a Šimon Peres tak byl 13. června 2007 zvolen izraelským prezidentem s podporou 86 hlasů. Ve stejný den rezignoval na funkci poslance Knesetu. Jeho členem byl, s výjimkou tříměsíčního období v roce 2006, od listopadu 1959 a stal se tak nejdéle sloužícím izraelským politikem. Slavnostní prezidentský slib složil 15. července.

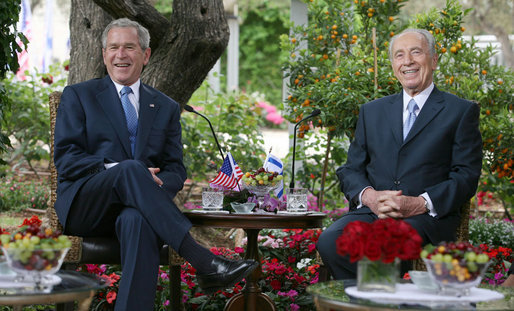
Šimon Peres a americký prezident George W. Bush v Jeruzalémě, 2007

V ten samý rok se zasloužil o prvenství své nové funkce, když se 13. listopadu 2007 stal prvním izraelským prezidentem, který promluvil před zákonodárným sborem muslimské země. Hovořil tehdy před Velkým národním shromáždění v Turecku.
Na počátku roku 2008 Peres oznámil plány na vytvoření společného ekonomického úsilí ve čtyřech lokalitách na Západním břehu Jordánu, známé jako iniciativa Mírové údolí. Tato iniciativa má zahrnovat společné ekonomicko-průmyslové projekty a společně vybudovanou univerzitu za přispění různých států, včetně Turecka a Japonska.
Dne 21. září 2008 předal premiér Olmert Peresovi v prezidentské rezidenci svou rezignaci. O dva dny později Peres požádal Cipi Livniovou vytvořením nové vlády.
Koncem listopadu 2008 byl Peresovi britskou královnou Alžbětou II. udělen titul Velký kříž Řádu sv. Michaela a sv. Jiří. Po slavnostní ceremonii Peres uvedl, že byl „velmi pohnut, že mohl být emisarem, jenž dostal toto ocenění jménem Státu Izrael.“

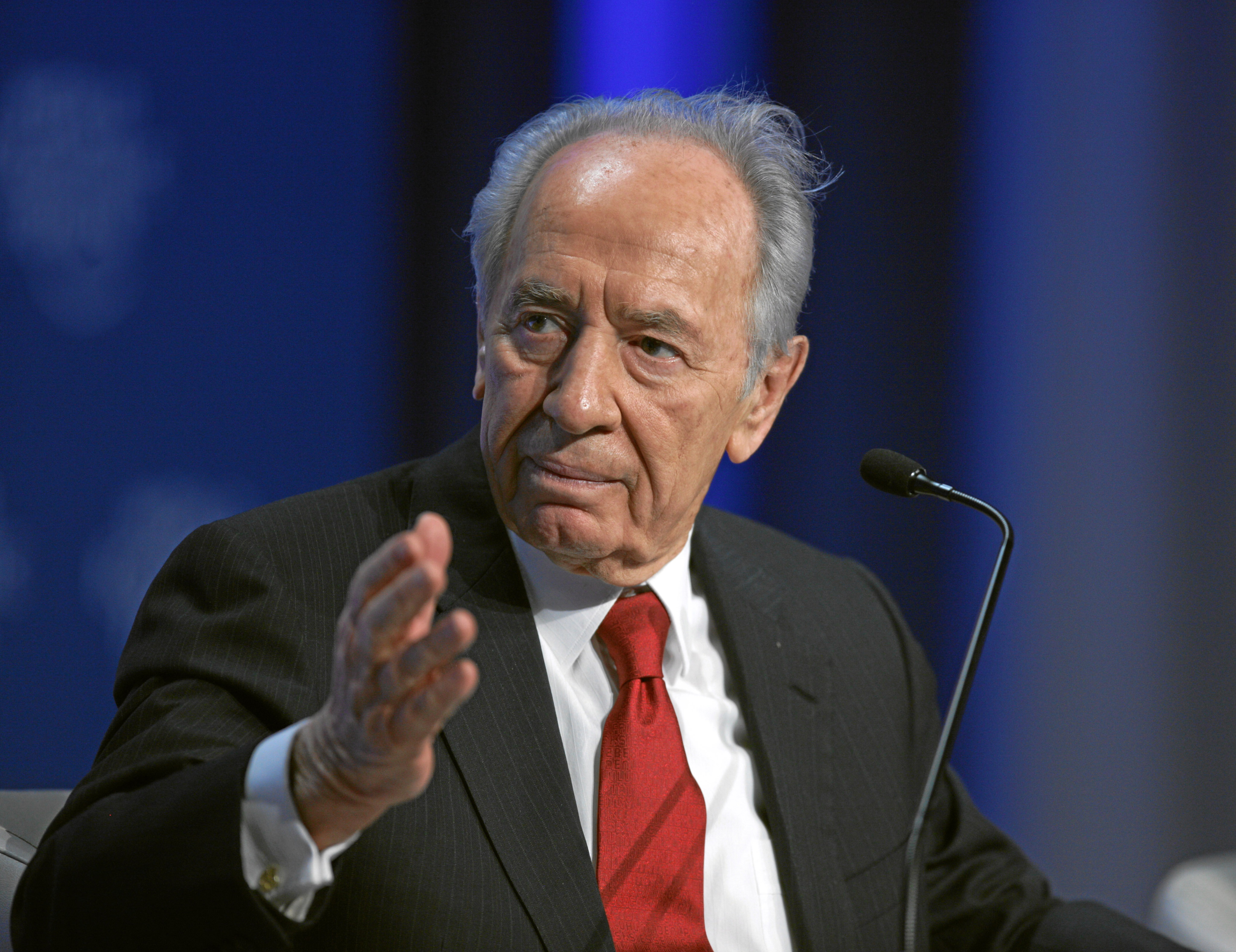
Peres hovoří na Světovém ekonomickém fóru v Davosu, 2009

V lednu 2009 se Peres zúčastnil Světového ekonomického fóra ve švýcarském Davosu, kde se dostal do rázné výměny názorů s tureckým premiérem Recepem Tayyipem Erdoğanem. Oba byli součástí panelové diskuse, ve které zasedli generální tajemník Ligy arabských států Amr Músa a generální tajemník OSN Pan Ki-mun. Erdoğan se při diskusi rozčílil, když mu moderátor David Ignatius z deníku The Washington Post odmítl umožnit vyvrátit Peresovy komentáře k izraelské válce v Gaze. Erdoğan odolával pokusům o ukončení diskuse, nakonec Peresovi řekl „Když přijde na zabíjení, víte dobře jak zabít,“ rozzuřeně se zvedl a se slovy, že se již nikdy do Davosu nevrátí, odkráčel z pódia. Turecká Anatolian News Agency později uvedla, že Peres o několik minut později Erdoğanovi telefonoval a omluvil se za jakákoliv nedorozumění. V Turecku i na celém Blízkém východě byl po svém návratu Erdoğan oslavován jako hrdina.

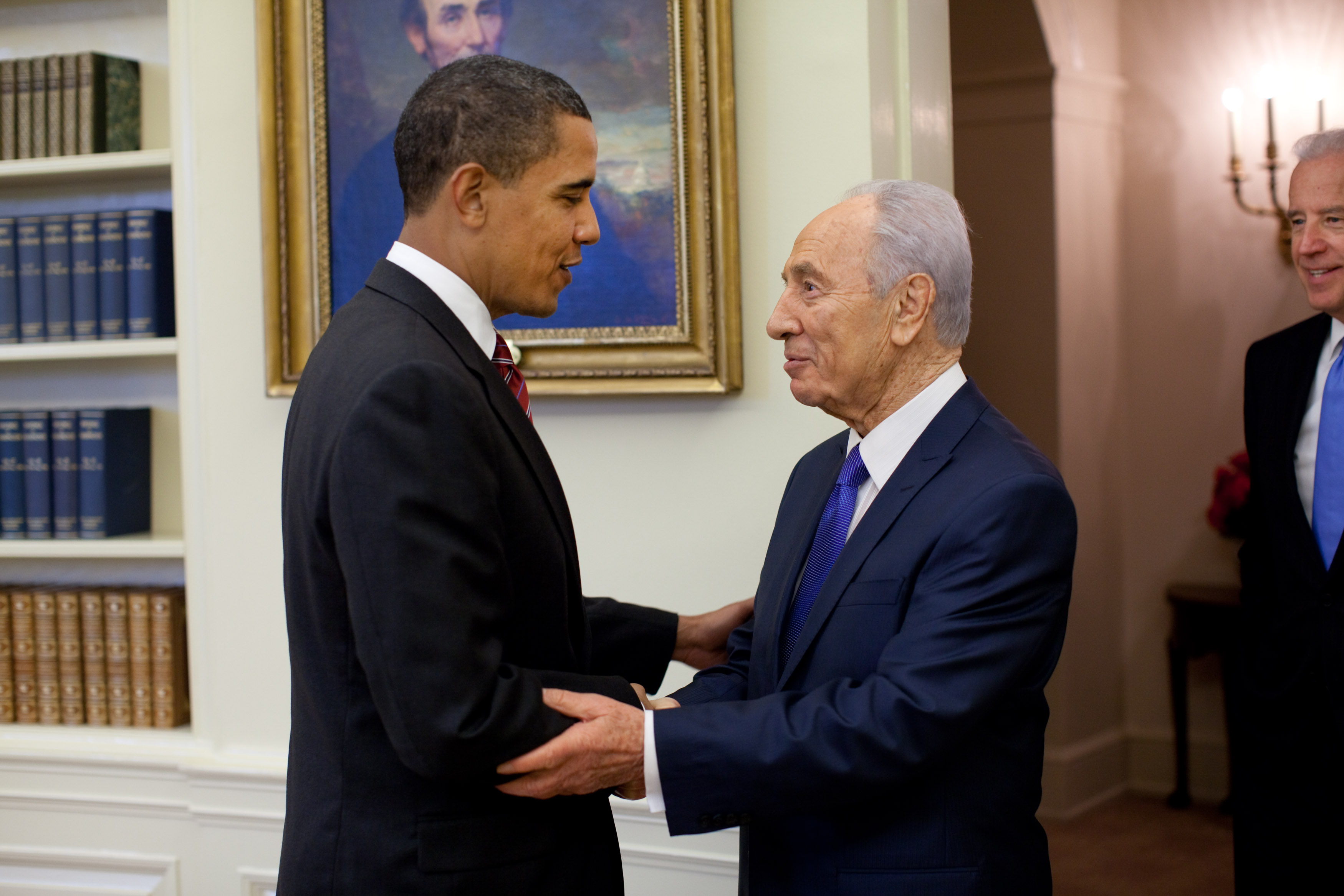
Šimon Peres (vpravo) a Barack Obama, 2009

V únoru 2009 navštívil Izrael papež Benedikt XVI. a Šimon Peres se stal jeho oficiálním hostitelem.
Téhož měsíce se v Izraeli konaly parlamentní volby. Osm dní po volbách, 18. února, zahájil Peres konzultace se zástupci nejsilnějších stran Kadima a Likud. Dne 20. února pak pověřil Benjamina Netanjahua sestavením nové vlády. Pověřením Netanjahua Peres porušil prezidentskou tradici, při které je pověřen předseda nejsilnější politické strany (volby do totiž o jeden mandát vyhrála Kadima, nicméně pravice v čele s Likudem získala v Knesetu většinu). Dne 24. února se zúčastnil slavnostní ceremonie, při které poslanci nového Knesetu skládají slavnostní slib a následně zahájil funkční období osmnáctého Knesetu. Dne 20. března se Peres setkal s pověřeným premiérem Netanjahuem, který požádal o prodloužení lhůty potřebné k vytvoření koaliční vlády. Tento požadavek Peres schválil a dal Netanjahuovi dalších čtrnáct dnů na sestavení nové vlády. Dne 1. dubna, den poté, co jeho vláda získala důvěru v Knesetu, byl Netanjahu slavnostně inaugurován v prezidentské rezidenci. Během ceremonie jej Peres naléhavě žádal, aby pokročil v mírovém procesu.
V rozporu s izraelskými diplomatickými zvyklostmi se prezident Peres sešel s novým americkým prezidentem Barackem Obamou ve Washingtonu ještě dříve než premiér Netanjahu.

## Úmrtí
Šimon Peres zemřel ve věku 93 let v nemocnici na následky cévní mozkové příhody, kterou prodělal 14 dní před tím.

## Politické názory
V otázce íránského jaderného programu a existenciální hrozbě, kterou pro Izrael představuje, Peres prohlásil: „Nejsem zastáncem vojenského úderu na Írán, nicméně musíme rychle a rozhodně vytvořit silnou a průbojnou koalici národů, která na Írán uvrhne vyčerpávající ekonomické sankce.“ Dodal, že „íránské snahy získat jaderné zbraně by měly celý svět probudit z pokojného spánku.“ Ve stejném projevu Peres srovnal íránského prezidenta Mahmúda Ahmadínežáda a jeho výzvy k „vymazání Izraele z mapy“ ke genocidním hrozbám evropskému židovstvu Adolfem Hitlerem v letech před holocaustem. V rozhovoru pro armádní rozhlas ze dne 8. května 2006 poznamenal, že „íránský prezident by neměl zapomínat na to, že Írán může být rovněž vymazán z mapy.“